# هيذر ليتل وايت
هيذر ليتل وايت  (بالإنجليزية: Heather Little-White)‏ (8 أيار / مايو 1952 - 22 كانون الثاني / يناير 2013) خبيرة في مجال التغذية ، وصحفية ، وناشطة في مجال الإعاقة.
بعد حصولها على درجات علمية في التغذية والتواصل ، عملت وايت مع مطبخ غريس وأسست البرنامج التلفزيوني Creative Cookingto (الطبخ الإبداعي) لمشاركة النصائح الغذائية في جميع أنحاء البلاد. إلى جانب كونها صحفية وكاتبة مقالات عن التغذية، كتبت عمودًا أسبوعيًا عن الجنس لمجلة Outlook في جريدة The Gleaner. بعد العمل مع منتخب جامايكا لكرة القدم، فريق كرة القدم الوطني في جامايكا، كمستشار للتغذية، أصيبت وايت بالشلل من الخصر إلى الأسفل بعد إطلاق النار عليها أثناء محاولة سرقة.
بعد أن أصبحت مدافعة عن الأشخاص ذوي الإعاقات، ركزت وايت على جلب الوعي وإمكانية الوصول والمساعدة إلى الجامايكيين الذين يعانون من إعاقات. تم تكريمها كضابط في وسام التمييز في عام 2001.

## طفولتها (حياتها المبكرة)
ولدت هيذر اديكا ليتل وايت في 8 مايو 1952 في سومرتون ، سانت جيمس باريش ، جامايكا إلى Rubertha née Little وليونارد وايت. 
نشأت هي واخوها ليني  في سومرتون ، حيث التحقت بمدرسة جميع الأعمار حتى سن التاسعة. أكملت دراستها الابتدائية في مدرسة مونتيغو باي للإناث، التحقت بمدرسة سانت هيلدا الثانوية في براونز تاون. في عام 1970، التحقت وايت في دورة حول الإدارة المؤسسية في كلية العلوم والتكنولوجيا، وتخرجت في عام 1972. 

## المهنة
على مدى السنوات الست التالية، عقدت ليتل وايت مجموعة متنوعة من الوظائف، بما في ذلك العمل في مستشفى للأطفال كمساعد اختصاصي تغذية، في مدرستين ثانويتين في قسم الاقتصاد المنزلي، وكصحفية في The Gleaner. في عام 1978، انتقلت إلى الولايات المتحدة وأكملت بكالوريوس العلوم. في التغذية ودرجة الماجستير في الاتصال في جامعة ويسكونسن ستاوت. عادت إلى جامايكا في عام 1981 وبدأت العمل في غريس كينيدي والشركة المحدودة في قسم التسويق. بحلول عام 1984، كانت ليتل وايت تعمل كمديرة لتعزيز التغذية في غريس لتعزيز وبدأت في تطوير مبادرات تعليمية تحسين تغذية النساء والأطفال. وكان أحد هذه البرامج هو تطوير أول برنامج تلفزيوني مخصص للنصائح الغذائية، ودعي Creative Cookingto (لطهي الإبداعي )  أصبح هذا البرنامج أساسًا لخطة غريس التسويقية وبرنامجها الرائد ، والذي تم بثه على مدى عقود وتعليم الطهاة كيفية إعداد وجبات مغذية بشكل مريح. 
بعد ما يقرب من عقد من الزمن في غريس، عاد ليتل وايت إلى المدرسة في عام 1988 لإكمال مشروع بحث ودكتوراه الدكتوراه في جامعة كورنيل في إثاكا (نيويورك)، دراسة التقاطعات حول النوع الاجتماعي والتغذية. عندما عادت من الولايات المتحدة في عام 1992 ، بدأت العمل مع برنامج التغذية المدرسية ، ومؤسسة التنمية الحضرية ، والعديد من برامج الأمم المتحدة ، كمستشارة 
في عام 1997، بدأت محاضرة في جامعة التكنولوجيا وعملت في العام التالي كمستشارة في خطط التغذية لفريق منتخب جامايكا لكرة القدم، في رحلة إلى مسابقة كأس العالم في فرنسا. 
في عام 1999، تم إطلاق النار على ليتل وايت خلال محاولة سرقة (خطف السيارات) في سانت أندرو باريش ، عندما حاول مسلحان سرقة سيارتها  وقد نقلت جوا إلى مستشفى جاكسون ميموريال في ميامي ، فلوريدا بعد أن اكتشفت أن الرصاصة التي اخترقت كتفها كانت قد اصابت عمودها الفقري ، مما أدى إلى شل الجزء السفلي من جسدها.  بعد الشفاء،
عاد ليتل وايت إلى جامايكا ليصبح مدافعة عن حقوق الأشخاص ذوي الإعاقة.  في عام 2001، منحت ليتل وايت وسام التمييز لعملها في تثقيف الجامايكيين حول التغذية. 
ركزت وايت-وايت على برامج التوعية لزيادة الوعي وإمكانية الوصول والمساعدة إلى الجامايكيين المعاقين في سنواتها الأخيرة.  كانت تدير شركة استشارية توفر المهارات الحياتية والنصائح الغذائية، وكتبت عمودًا أسبوعيًا لجريدة The Gleaner في مجلة Outlook التي غطت بشكل صريح مجموعة متنوعة من المواضيع المتعلقة بالجنس. واستمرت في إلقاء محاضراتها في كلية الضيافة لجامعة التكنولوجيا،  كما أسست برنامجًا لتعليم المهارات المنزلية للعاملين في مجال الجنس
(عامل بالجنس) لمساعدة أولئك الذين أرادوا الانتقال من الصناعة على تطوير مهارات بديلة قابلة للتسويق. 

## الموت والإرث
وتوفيت ليتل وايت في 22 كانون الثاني/يناير 2013 في مستشفي كينغستون العام بعد اصابته بمرض لمده أربعه أشهر.  يقدم اتحاد عمال المنازل في جامايكا جائزة سنوية تحمل اسمها للاعتراف بمساهمات الخدمة العامة التي يقدمها عمال المحليون. 